# Otto II van Hessen
Otto II van Hessen bijgenaamd de Jongere (circa 1322 - Spangenberg, december 1366) was 1340 tot 1366 medelandgraaf van Hessen. Hij behoorde tot het huis Hessen.

## Levensloop
Otto II was de enige zoon van landgraaf Hendrik II van Hessen en Elisabeth van Meißen, dochter van markgraaf Frederik I van Meißen. In 1338 huwde hij met Elisabeth (overleden in 1382), dochter van graaf Diederik IX van Kleef. Het huwelijk bleef echter kinderloos.
In 1340 werd Otto benoemd tot medelandgraaf van Hessen en werd hij aangesteld tot keizerlijk stadhouder in Mühlhausen. In 1356 en 1361 nam hij deel aan twee zegerijke vetes van zijn vader tegen abt Hendrik VII van de Abdij van Fulda. Bij de eerste vete verwoestte Otto het dorp en de daar bijhorende burcht van Hausen en bij de tweede vete veroverden en verwoestten Otto en markgraaf Frederik III van Meißen de stad Hünfeld.
Otto resideerde het kasteel van Spangenberg, waar hij eind 1366 stierf. Otto werd bijzet in de kerk van het Karmelietenklooster van Spangenberg. Omdat zijn dood vrij plots en onverwacht was, rees al snel het vermoeden dat hij in opdracht van abt Hendrik VII van Fulda zou vergiftigd zijn. Na Otto's dood stelde zijn vader in 1367 zijn neef Herman II aan tot medelandgraaf en erfgenaam van Hessen.